# 王荣军
王荣军（1959年9月—），男，汉族，山东莱州人，中华人民共和国政治人物。曾任中国共产党第十九届中央纪律检查委员会委员。现任二十届中央第五輪巡視第六巡视组组长